# José Bonifácio Lafayette de Andrada
José Bonifácio Lafayette de Andrada (Barbacena, 1 de maio de 1904 — Belo Horizonte, 18 de fevereiro de 1986) foi um advogado e político brasileiro, signatário do Manifesto dos Mineiros, constituinte estadual em 1935 e membro da Assembléia Nacional Constituinte de 1946, deputado federal por oito mandatos e presidente da Câmara dos Deputados (1968-1970).

## Biografia
Filho do diplomata José Bonifácio de Andrada e Silva e de Corina Lafayette de Andrada. Membro do ramo mineiro do clã Andrada, é tetraneto do Patriarca da Independência, José Bonifácio de Andrada e Silva. Sua genealogia informa que ele é sobrinho de Antônio Carlos Ribeiro de Andrada, presidente do estado de Minas Gerais (1926-1930) pelo lado paterno e neto do conselheiro e jurisconsulto do Império Lafayette Rodrigues Pereira pelo lado materno. Mais conhecido nas lidas políticas como Zezinho Bonifácio, foi um homem público controvertido. Foi casado com Vera Raymunda Tamm de Andrada, com quem teve três filhos Bonifácio José, José Bonifácio e Luiza.
Desde o fim do Século XIX até 1930 as famílias Andrada e Bias Fortes conviviam e rivalizam na política local. Durante a Revolução de 1930 foi o editor responsável do "Jornal Revolucionário", órgão oficial do comando geral das forças revolucionárias em Barbacena. A Revolução separou os dois grupos, perfilando-se os Andradas na Aliança Liberal, enquanto os Bias Fortes permaneceram do lado governista.

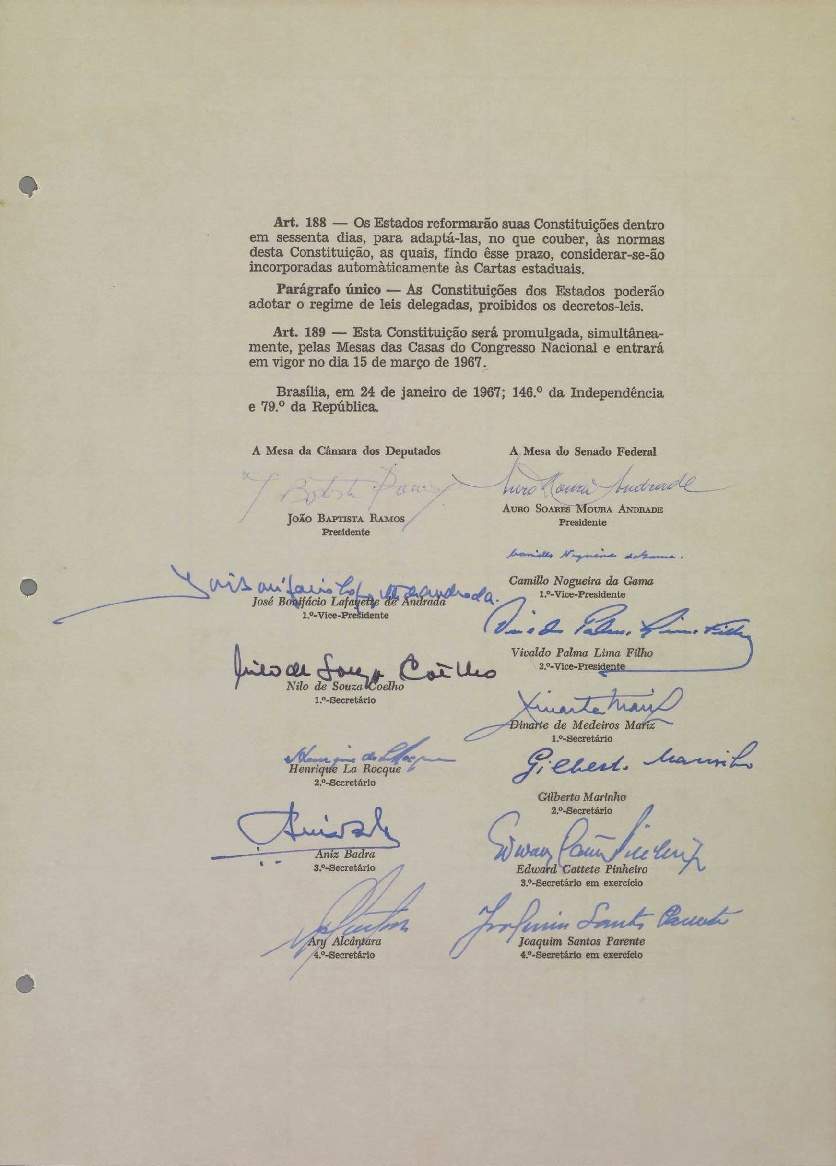
Página da Constituição Brasileira de 1967, contendo assinatura de José Bonifácio Lafayette de Andrada. Documento sob guarda do Arquivo Nacional.

Findo o conflito, Zezinho Bonifácio foi designado prefeito de Barbacena (1930-1934), contrariando o princípio que até então mantivera o equilíbrio: aos Bias era reservado o mando local, enquanto os Andradas alçavam vôos na política nacional. A ruptura assumiu proporções dramáticas porque implicou no rompimento de vínculos familiares. As esposas de Bonifácio e de José Francisco Bias Fortes, Vera e Francisca, eram irmãs, filhas do engenheiro da antiga Estrada de Ferro Central do Brasil, descendente de alemães, Simão Gustavo Tamm. A vida política de Barbacena fez do nome da cidade epônimo do paroquialismo político, situação registrada com grande verve por Fernando Sabino em O grande mentecapto.
Advogado formado pela Faculdade Nacional de Direito da atual Universidade Federal do Rio de Janeiro em 1927, foi professor de História no Colégio Estadual de Barbacena, oficial de gabinete da Secretaria de Segurança Pública de Minas Gerais (1927-1930), foi signatário do Manifesto dos Mineiros e membro-fundador da UDN em 1945 e logo integrou a "Banda de Música da UDN" na qualidade de férreo opositor de Getúlio Vargas. Eleito deputado federal em 1945, 1950, 1954, 1958 e 1962 pela referida legenda, apoiou o Regime Militar de 1964 e ingressou na ARENA, pela qual venceu as eleições de 1966, 1970 e 1974. Em sua carreira política teve destacada atuação parlamentar, notadamente no episódio do "Inquérito do Banco do Brasil", fato marcante da vida pública brasileira na década de 1950, objeto de publicação de José Aparecido de Oliveira na obra Inquérito do Banco do Brasil (Rio, 1953).
Eleito presidente da Câmara dos Deputados em fevereiro de 1968, sua gestão foi marcada pelo recesso compulsório do Poder Legislativo entre a decretação do Ato Institucional Número Cinco e a eleição do general Emílio Garrastazu Médici. Vice-presidente nacional da ARENA em 1971, abandonou a vida pública após seu último mandato parlamentar quando foi líder do governo Ernesto Geisel em 1979.
Foi provedor da Santa Casa de Misericórdia de Barbacena de 1976 a 1986 e presidiu o conselho de administração do Banco de Crédito Rural de Minas Gerais. Faleceu vítima de trombose, sepultado no cemitério da Boa Morte, em Barbacena.